# گری برزیل
گری برزیل (انگلیسی: Gary Brazil؛ زادهٔ ۱۹ سپتامبر ۱۹۶۲) بازیکن فوتبال اهل بریتانیا است.
از باشگاه‌هایی که در آن بازی کرده‌است می‌توان به باشگاه فوتبال پرستون نورث اند، باشگاه فوتبال پورت ویل، باشگاه فوتبال بارنت، باشگاه فوتبال شفیلد یونایتد، باشگاه فوتبال نیوکاسل یونایتد، باشگاه فوتبال کمبریج یونایتد، باشگاه فوتبال سلو تاون، باشگاه فوتبال فولام، و باشگاه فوتبال کریستال پالاس اشاره کرد.